# Aeschnosoma pseudoforcipula
Aeschnosoma pseudoforcipula là loài chuồn chuồn trong họ Corduliidae. Loài này được Fleck, De Marmels & Hamada mô tả khoa học đầu tiên năm 2012.